# آمادئوس ویلیام گروابو
آمادئوس ویلیام گروابو (انگلیسی: Amadeus William Grabau; ۹ ژانویهٔ ۱۸۷۰ – ۲۰ مارس ۱۹۴۶) زمین‌شناس، دیرین‌شناس، استاد دانشگاه، و نویسنده غیر داستانی اهل ایالات متحده آمریکا بود.

## زندگی
گروابو یک دیرینه‌شناس آلمانی و آمریکایی بود، در سداربورگ، ویسکانسین در ایالات متحده متولد شد و در پکن، چین درگذشت. پدر بزرگ او از مهاجران آلمانی بود. پس از اینکه پدرش در سال ۱۸۸۵ رئیس مدرسه علمیه مارتین لوتر شد، دبیرستان را در بوفالو به پایان رساند و تحصیلات خود را در بوستون ، MIT و هاروارد ادامه داد.
او در اوایل کار خود در مؤسسه MIT و Rensselaer Polytechnic تدریس کرد. در سال ۱۹۱۹ کلمبیا را به مقصد چین ترک کرد. وی در سال ۱۹۱۹ یا ۱۹۲۰ به عنوان استاد دانشگاه ملی پکن منصوب شد و به عنوان پدر زمین‌شناسی چین شناخته می‌شود. در سال ۱۹۳۶، آکادمی ملی علوم به دلیل مهمترین خدمات زمین‌شناسی و دیرینه‌شناسی، مدال مری کلارک تامپسون را به وی اعطا کرد.